# 1994 CL
1994 CL är en asteroid i huvudbältet som upptäcktes den 3 februari 1994 av den japanska astronomen Takao Kobayashi vid Ōizumi-observatoriet.
Asteroiden har en diameter på ungefär 9 kilometer.